# Liste der Baudenkmäler in Prutting
Auf dieser Seite sind die Baudenkmäler in der oberbayerischen Gemeinde Prutting zusammengestellt. Diese Tabelle ist eine Teilliste der Liste der Baudenkmäler in Bayern. Grundlage ist die Bayerische Denkmalliste, die auf Basis des Bayerischen Denkmalschutzgesetzes vom 1. Oktober 1973 erstmals erstellt wurde und seither durch das Bayerische Landesamt für Denkmalpflege geführt wird. Die folgenden Angaben ersetzen nicht die rechtsverbindliche Auskunft der Denkmalschutzbehörde.
 Die Liste gibt den Fortschreibungsstand vom 3. Oktober 2017 wieder und umfasst siebzehn Baudenkmäler.

## Einzeldenkmäler

### Prutting
| Lage                           | Objekt                                    | Beschreibung | Akten-Nr.     | Bild           |
| ------------------------------ | ----------------------------------------- | --- | ------------- | -------------- |
| Gartenweg 4 (Standort)         | Wohnhaus                                  | sog. Instrumentenmacherhäusl, zweigeschossiger Satteldachbau mit Putzgliederung, eingezogene Mittelachse mit reich gestalteter Laube, 1865                                                                                                 | D-1-87-163-30 | BW             |
| Eschenweg 1 (Standort)         | Bauernhaus                                | Einfirsthof, zweigeschossiger Flachsatteldachbau, erste Hälfte 19. Jahrhundert, im Wirtschaftsteil Getreidekasten in Blockbauweise, älter.                                                                                                 | D-1-87-163-1  | weitere Bilder |
| Kirchstraße 4 (Standort)       | Ehem. Baderhaus                           | zweigeschossiger Flachsatteldachbau mit traufseitiger Laube, zweite Hälfte 19. Jh., im Kern älter; rückwärtig mit einbezogener Friedhofsmauer.                                                                                             | D-1-87-163-26 | weitere Bilder |
| Kirchstraße 6 (Standort)       | Katholische Pfarrkirche Mariä Himmelfahrt | Pseudobasilika mit Satteldach, Südturm mit welscher Haube, spätgotisch, 15. Jahrhundert Chor und Langhaus, 1718–19 barocker Ausbau, 1734 Turmoberbau, 1847 Verlängerung um zwei Joche und zweites Seitenschiff im Norden; mit Ausstattung. | D-1-87-163-2  | weitere Bilder |
| Kirchstraße 8 (Standort)       | Pfarrhaus                                 | Dreigeschossiger Satteldachbau mit Erker und Wappenstein über der Haustür, 1637, zweites Obergeschoss 1853; mit Ausstattung; in baulicher Verbindung mit der Kirche.                                                                       | D-1-87-163-3  | weitere Bilder |
| Salzburger Straße 1 (Standort) | Gasthof                                   | Einfirstanlage, zweigeschossiger Flachsatteldachbau mit Kniestock, Segmentbogenfenstern, bezeichnet mit „1843“. | D-1-87-163-4  | weitere Bilder |

### Aich
| Lage                      | Objekt | Beschreibung | Akten-Nr.    | Bild |
| ------------------------- | ------ | --- | ------------ | ---- |
| Aich 4; Aich 6 (Standort) | Stadel | Bundwerkstadel mit Flachsatteldach, zwei Dreschtennen, zwei Getreidekästen übereinander und Außentreppe, erste Hälfte 19. Jahrhundert. | D-1-87-163-5 | BW   |

### Bamham
| Lage                             | Objekt                | Beschreibung | Akten-Nr.     | Bild |
| -------------------------------- | --------------------- | --- | ------------- | ---- |
| Rosenheimer Straße 94 (Standort) | Wirt- oder Kurfergütl | ehem. Bauernhaus und Gastwirtschaft, stattliche Einfirstanlage, zweigeschossiger Satteldachbau mit Laube und Hochlaube, 2. Hälfte 19. Jh., im Kern älter, Aufstockung um Kniestock an Firstpfette bez. 1953 | D-1-87-163-36 | BW   |

### Edling
| Lage                                     | Objekt   | Beschreibung                                                    | Akten-Nr.    | Bild    |
| ---------------------------------------- | -------- | --------------------------------------------------------------- | ------------ | ------- |
| Inzenhamer Straße 12 (Standort)          | Backhaus | Zweigeschossiger Flachsatteldachbau, Mitte 19. Jahrhundert.     | D-1-87-163-8 | BW      |
| Mitterfeld in der Flur Edling (Standort) | Kapelle  | Offene Nischenkapelle, spätes 19. Jahrhundert; mit Ausstattung. | D-1-87-163-7 | Kapelle |

### Forst am See
| Lage                      | Objekt | Beschreibung | Akten-Nr.     | Bild   |
| ------------------------- | ------ | --- | ------------- | ------ |
| Forst am See 1 (Standort) | Stadel | Bundwerkstadel mit Flachsatteldach, zwei eingebauten Getreidekästen in Blockbauweise und Außentreppe, zwei Hälfte 18. Jahrhundert. | D-1-87-163-11 | Stadel |

### Hub
| Lage             | Objekt | Beschreibung | Akten-Nr.     | Bild |
| ---------------- | ------ | --- | ------------- | ---- |
| Hub 1 (Standort) | Stadel | Bundwerkstadel mit Flachsatteldach, Anfang 19. Jahrhundert, eingebauter Getreidekasten in Blockbauweise, 16. Jahrhundert. | D-1-87-163-13 | BW   |

### Irlach
| Lage                                          | Objekt      | Beschreibung                                                                                               | Akten-Nr.     | Bild           |
| --------------------------------------------- | ----------- | --- | ------------- | -------------- |
| Irlach 2 (Standort)                           | Stadel      | Bundwerkstadel mit Flachsatteldach, erstes Drittel 19. Jahrhundert und überbautem, älterem Getreidekasten. | D-1-87-163-14 | BW             |
| Pruttinger Feld in der Flur Irlach (Standort) | Feldkapelle | Offene Nischenkapelle, erste Hälfte 19. Jahrhundert; mit Ausstattung.                                      | D-1-87-163-10 | weitere Bilder |

### Köbl
| Lage              | Objekt         | Beschreibung               | Akten-Nr.     | Bild |
| ----------------- | -------------- | -------------------------- | ------------- | ---- |
| Köbl 1 (Standort) | Getreidekasten | Blockbau, 17. Jahrhundert. | D-1-87-163-15 | BW   |

### Langhausen
| Lage                    | Objekt                                 | Beschreibung                                        | Akten-Nr.     | Bild |
| ----------------------- | -------------------------------------- | --------------------------------------------------- | ------------- | ---- |
| Langhausen 9 (Standort) | Stadel mit Bundwerk an der Südostseite | Flachsatteldachbau, im Kern Anfang 19. Jahrhundert. | D-1-87-163-16 | BW   |

### Mühlthal
| Lage                  | Objekt                   | Beschreibung | Akten-Nr.     | Bild |
| --------------------- | ------------------------ | --- | ------------- | ---- |
| Mühlthal 1 (Standort) | Ehemaliges Mühlenanwesen | sog. Untermüllergütl, Wohnhaus, zweigeschossiger Schopfwalmdachbau mit Quergiebeln, Kniestock und Putzgliederung, 1. Hälfte 19. Jh., Umbau zum Landhaus, im barockisierenden Heimatstil, um 1900, Dachreiter erneuert; Turbinenhaus, zweigeschossiger Satteldachbau, 1897 | D-1-87-163-32 | BW   |

### Niedernburg
| Lage                                    | Objekt                                  | Beschreibung | Akten-Nr.     | Bild           |
| --------------------------------------- | --------------------------------------- | --- | ------------- | -------------- |
| Niedernburg 1; Niedernburg 2 (Standort) | Ehem. Gasthaus und Pferdewechselstation | stattlicher langgestreckter Satteldachbau aus Natursteinmauerwerk, zweigeschossig mit befenstertem Kniestock, Putzgliederung, segmentbogigen Fenstern, zweiflügeligem Portal und Ausleger, bez. 1860, ehem. Wirtschaftsteil mit Gewölben. | D-1-87-163-27 | weitere Bilder |

### Obernburg
| Lage                             | Objekt     | Beschreibung | Akten-Nr.     | Bild           |
| -------------------------------- | ---------- | --- | ------------- | -------------- |
| Obernburger Straße 33 (Standort) | Bauernhaus | Einfirsthof, zweigeschossiger Flachsatteldachbau mit Bundwerk, ornamentalen und figürlichen Malereien sowie Hochlaube, Firstpfette bezeichnet mit „1753“; Bundwerkstadel mit Flachsatteldach, bezeichnet mit „1807“, und zwei überbauten Getreidekästen in Blockbauweise, spätes 16. Jahrhundert. | D-1-87-163-18 | weitere Bilder |

### Rotterstetten
| Lage                       | Objekt | Beschreibung                                                                                      | Akten-Nr.     | Bild           |
| -------------------------- | ------ | ------------------------------------------------------------------------------------------------- | ------------- | -------------- |
| Rotterstetten 1 (Standort) | Stadel | Bundwerkstadel mit Flachsatteldach und seltenen Rautengittern, traufseitig bezeichnet mit „1850“. | D-1-87-163-19 | weitere Bilder |

### Sonnen
| Lage                | Objekt | Beschreibung | Akten-Nr.     | Bild |
| ------------------- | ------ | --- | ------------- | ---- |
| Sonnen 3 (Standort) | Stadel | Bundwerkstadel mit Flachsatteldach und überbautem erdgeschossigem Getreidekasten in Blockbauweise, 17./18. Jahrhundert. | D-1-87-163-21 | BW   |

### Wolkering
| Lage                           | Objekt | Beschreibung | Akten-Nr.     | Bild |
| ------------------------------ | ------ | --- | ------------- | ---- |
| Högeringer Straße 1 (Standort) | Stadel | Bundwerkstadel mit Flachsatteldach, Mitte 19. Jahrhundert, Getreidekasten in Blockbauweise, 17./18. Jahrhundert. | D-1-87-163-23 | BW   |